# Governador Celso Ramos
Governador Celso Ramos is een gemeente in de Braziliaanse deelstaat Santa Catarina. In 2010 telde de gemeente 13.012 inwoners.

## Aangrenzende gemeenten
De gemeente grenst aan Biguaçu en Tijucas. En over water met Florianópolis.